# Roland V-Drums
Roland V-drums är digitala trummor med slagytor av gummi eller tystare nätskinn.
Kännetecken för V-drums är att ljuden är modeller snarare än samplingar av slagverk. T.ex. kan man själv justera parametrar som djupet på trumman, materialet i stommen, vilken typ av skinn, cymbalernas storlek, tjocklek. Typiskt är modellbeteckningarna med lägre nummer (TD-3) mindre och förenklade modeller med gummiplattor. TD-10/12/20 har endast de dyrare nätskinnen, upphängda cymballiknande plattor för cymbaler, zoner för att detektera var man träffar på ytan etc.
Bland annat finns modellerna TD-1, TD-3, TD-6, TD-8, TD-9, TD-10, Td-12 och TD-20. Populärast i Sverige är TD-3, 